# Pećine Mogao
Pećine Mogao (kineski 莫|高|窟, Mògāo kū) poznate i pod nazivom Hiljadu Budinih pećina predstavljaju sistem od 492 pećine koje se nalaze jugoistočno od Duenhuanga. Usečene su u istočne padine planine Mingša i spadaju u najveća budistička umetnička blaga. Nalaze se na religijski i kulturno važnoj lokaciji Puta svile. Prve pećine su iskopane 366. godine nove ere kao mesta budističke meditacije i obožavanja. Pećine Mogao su najpoznatije od kineskih budističkih pećina i, zajedno sa pećinama Longmen i pećinama Juengang, jedna su od tri poznata drevna budistička skulpturalna mesta u Kini.
Važno skladište dokumenata otkriveno je 1900. godine u takozvanoj „Pećini biblioteke“, koja je bila zazidana u 11. veku. Sadržaj biblioteke je kasnije rasprostranjen širom sveta, a najveće kolekcije se sada nalaze u Pekingu, Londonu, Parizu i Berlinu. Postoji Međunarodni projekat Duenhuang koji koordinira i prikuplja naučni rad na rukopisima Duenhuanga i drugog materijala. Same pećine su sada popularna turistička destinacija, sa znatnim brojem otvorenim za posetu.

## Etimologija
Pećine se na kineskom obično nazivaju Pećine Hiljadu Buda (kineski: 千佛洞; pinjin: qiānfó dòng), naziv za koji neki naučnici pretpostavljaju da potiče iz legende o njihovom osnivanju, kada je monah Juezun imao viziju hiljadu Buda na tom mestu. Ovaj naziv, međutim, možda potiče od velikog broja figura Bude na lokalitetu, ili minijaturnih figura naslikanih na zidovima ovih pećina, jer se ove figure kolokvijalno nazivaju „hiljade Buda“. Naziv pećine Mogao (kineski: 莫高窟; pinjin: Mògāo kū) korišćen je u dinastiji Tang, gde se 'Mogao' odnosi na administrativni okrug na tom mestu za vreme dinastije Tang. Mogao može značiti „neuporediv“ (doslovno „ništa više“, gde „mo“ znači „ništa“, a „gao“ znači „visoko“); alternativno čitanje može biti „visoko u pustinji“ ako se „mo“ čita kao varijanta kineskog izraza za „pustinju“. Mogao se takođe koristi kao naziv moderne varoši kojim upravlja grad Dunhuang: Mogao grad (莫高镇). Pećine Mogao se takođe često nazivaju pećinama Dunhuang po najbližem gradu Dunhuangu, što znači „sjajni svetionik“, jer su svetionici korišćeni na graničnoj ispostavi da upozore na napade nomadskih plemena. Međutim, izraz Dunhuang pećine se takođe koristi u širem smislu kao zajednički izraz za sve pećine koje se nalaze u ili oko oblasti Dunhuang.

## Istorija
Prvu pećinu napravio je monah Ločuan 366. kao mesto za budističku meditaciju i obrede. Više od hiljadu drugih pećina uklesano je u stene u narednim vekovima. Do 698. godine kompleks je jeć bio toliko izgrađen da je Li Huairang sastavio spis pod nazivom Obnavljanje budističkih svetilišta u pećinama Mogao. Većina pećina je izgradjeno od 5. do 14. veka. Za vreme dinastije Tang Duenhuang je postao glavni trgovinski centar Puta svile i verski centar. Veliki broj pećina, kao i 2 ogromne statue Bude je konstruisan u ovom periodu. Nakon 14. veka područje pećina Mogao je počelo da propada i služilo je samo za hodočašća. 
Izgradnja pećina Mogao u blizini Dunhuanga se generalno smatra da je počela negde u četvrtom veku nove ere. Prema knjizi napisanoj za vreme vladavine Tang carice Vu, Fokan Ji (佛龕記, Izveštaj o budističkim svetištima) od Li Junсsjua (李君修), budističkog monaha po imenu Le Zun (樂尊, što se takođe može izgovarati Đuecuen) je vizija hiljadu Buda okupanih zlatnom svetlošću na tom mestu 366. godine nove ere, inspirišući ga da ovde izgradi pećinu. Priča se nalazi i u drugim izvorima, kao na primer u natpisima na steli u pećini 332; Međutim, raniji datum od 353. godine dat je u drugom dokumentu, Šadžou Tudžing (沙州土鏡, Geografija Šadžoua). Kasnije mu se pridružio drugi monah Faljang (法良), i lokacija je postepeno rasla, te se do vremena Severnog Ljanga na tom mestu se formirala mala zajednica monaha. Pećine su u početku služile samo kao mesto meditacije za monahe pustinjake, ali su se razvile da služe manastirima koji su nikli u blizini. Članovi vladajuće porodice Severnog Veja i Severnog Džoua izgradili su ovde mnoge pećine, i one su cvetale u kratkotrajnoj dinastiji Suej. Do dinastije Tang, broj pećina je dostigao preko hiljadu.
Za vreme dinastija Suej i Tang, pećine Mogao su postale mesto obožavanja i hodočašća za javnost. Od 4. do 14. veka, pećine su gradili monasi da služe kao svetilišta sredstvima donatora. Ove pećine su bile detaljno oslikane, a pećinske slike i arhitektura su služile kao pomoć u meditaciji, kao vizuelni prikazi potrage za prosvetljenjem, kao mnemotehnička sredstva i kao nastavno sredstvo za informisanje nepismenih o budističkim verovanjima i pričama. Glavne pećine su sponzorisali pokrovitelji kao što su važno sveštenstvo, lokalna vladajuća elita, strani dostojanstvenici, kao i kineski carevi. Druge pećine su možda finansirali trgovci, vojni oficiri i drugi lokalni ljudi, kao što su grupe žena.
Tokom dinastije Tang, Duenhuang je postao glavno trgovačko središte Puta svile i veliki verski centar. Veliki broj pećina izgrađen je u Mogaou tokom ove ere, uključujući dve velike statue Bude na tom mestu, najveću izgrađenu 695. godine nakon edikta carice dinastije Tang Vu Cetjen godinu dana ranije o izgradnji džinovskih statua širom zemlje. Lokalitet je izbegao progon budista koji je naredio car Vucung 845. pošto je tada bilo pod tibetanskom kontrolom. Kao pogranični grad, Duenhuang je u različitim vremenima bio okupiran od strane drugih nehanskih Kineza. Nakon dinastije Tang, lokacija je postepeno gubila na značaju, a izgradnja novih pećina je potpuno prestala nakon dinastije Juen. Do tada je islam osvojio veći deo Centralne Azije, a put svile je opao na važnosti kada je trgovina morskim putevima počela da dominira kineskom trgovinom sa spoljnim svetom. Za vreme dinastije Ming, Put svile je konačno bio zvanično napušten, a Duenhuang je polako postajo pust i u velikoj meri zaboravljen od spoljnog sveta. Većina pećina Mogao je napuštena; mesto je, međutim, još uvek bilo mesto hodočašća i lokalno stanovništvo ga je koristilo kao mesto bogosluženja početkom dvadesetog veka kada je ponovo došlo do interesovanja za ovo mesto.

## Umetnost
Do danas su sačuvane samo 492 pećine, ali bogate blagom. Pećine Mogao sadrže zidne slike ukupne površine od 45.000 m², 3.400 bareljefa i trodimenzionalnih zidnih skulptura, hiljade stubova s motivima lotosa, podne pločice sa cvetnim motivima i pet ukrašenih drvenih škrinja izrađenih za vreme vladavine dinastije Tang. Godine 1900. u jednoj zapečaćenoj pećini pronađeno je 50.000 budističkih relikvija: svetih spisa, portreta, knjiga i veza, što datira od vremena vladavine dinastije Đin do vremena vladavine dinastije Song. Figure iz raznih pećina napravljene su od gline i oslikane, a visoke su od nekoliko centimetara do 33m. Na zidnim slikama predstavljen je šarolik spektar tema, uključujući mračne i tajanstvene priče iz perioda od 5. do 7. veka. Takodje, tu su prikazani raskošni i prefinjeni prizori iz budističkih svetih spisa iz perioda nakon vladavine dinastije Suej kao i dve posebne slike na kojima su drevna mapa planine Vutajšan i „putovanje Džan Jičaoa i njegove žene“. 

## Literatura
- Duan Wenjie (editor-in-chief), Mural Paintings of the Dunhuang Mogao Grotto (1994) Kenbun-Sha, Inc. / China National Publications Import and Export Corporation,  4-906351-04-2
- Fan Jinshi, The Caves of Dunhuang. (2010) The Dunhuang Academy.  978-1-85759-540-6
- Hopkirk, Peter (1980). Foreign Devils on the Silk Road: The Search for the Lost Cities and Treasures of Chinese Central Asia. Amherst: The University of Massachusetts Press. ISBN 0-87023-435-8..
- Murray, Stuart A.P. "The Library: An Illustrated History" 2012. Print.
- Rong Xinjiang, translated by Valerie Hansen, "The Nature of the Dunhuang Library Cave and the Reasons for Its Sealing," Cahiers d'Extrême-Asie  (1999): 247–275.
- Chung, Tan (1994). Dunhuang art: through the eyes of Duan Wenjie. Indira Gandhi National Centre for the Art. ISBN 81-7017-313-2.
- Whitfield, Roderick and Farrer, Anne, (1990). Caves of the Thousand Buddhas: Chinese Art from the Silk Route. British Museum Publications,. ISBN 0714114472.
- Whitfield, Roderick, Susan Whitfield, and Neville Agnew (2000). Cave Temples of Mogao: Art and History on the Silk Road. Los Angeles: The Getty Conservation Institute. ISBN 0-89236-585-4.
- Wood, Frances, (2002). The Caves of the Thousand Buddhas: Buddhism on the Silk Road" in "The Silk Road: Two Thousand Years in the Heart of Asia. ISBN 0-520-23786-2. by Frances Wood. Berkeley: University of California Press.
- Zhang Wenbin, ed. "Dunhuang: A Centennial Commemoration of the Discovery of the Cave Library" (2000). Beijing: Morning Glory Publishers.  7-5054-0716-3
- Suemori Kaoru, (2020). Thousand-Buddha images in Dunhuang Mogao Grottoes: Religious spaces created by polychromatic patterns. Kyoto: Hozokan. ISBN 978-4831877314.
- Stein, M. Aurel. Ruins of Desert Cathay: Personal Narrative of Explorations in Central Asia and Westernmost China, volume 2 (1912). London: Macmillan.
- Pelliot, Paul Les grottes de Touen-Houang 1920. Les grottes de Touen-Houang : vol.1 Les grottes de Touen-Houang : vol.2 Les grottes de Touen-Houang : vol.3 Les grottes de Touen-Houang : vol.4 Les grottes de Touen-Houang : vol.5 Les grottes de Touen-Houang : vol.6

## Spoljašnje veze
- Mogao Caves
- Dunhuang Academy
- A large collections of images of murals and other artifacts from the Mogao Caves in Dunhuang
- International Dunhuang Project Архивирано на веб-сајту  (20. јул 2011)
- Mogao caves video
- Harvard Art Museums, some murals and a statue removed from Dunhuang by Langdon Warner
- British Museum The cave-temples at Dunhuang
- Wisdom embodied: Chinese Buddhist and Daoist sculpture in the Metropolitan Museum of Art, a collection catalog from The Metropolitan Museum of Art Libraries (fully available online as PDF), which contains material on the Mogao Caves
- New Yorker article "A Secret Library, Digitally Excavated